# Cangwu
Cangwu (chinesisch 苍梧县, Pinyin Cāngwú Xiàn; Zhuang Canghvuz Yen) ist ein Kreis der bezirksfreien Stadt Wuzhou am Ostrand des Autonomen Gebiets Guangxi der Zhuang in der Volksrepublik China. Er hat eine Fläche von 2.782 km² und zählt 332.200 Einwohner (Stand: Ende 2018). Sein Hauptort ist die Großgemeinde Shiqiao (石桥镇).
Der ehemalige Wohnsitz von Li Jishen (Li Jishen guju 李济深故居) steht seit 1996 auf der Liste der Denkmäler der Volksrepublik China (4-224).

## Administrative Gliederung
Nach der Verwaltungsreform im Februar 2013, bei der Cangwu erheblich verkleinert wurde (siehe: Stadtbezirk Longxu), setzt sich der Kreis aus neun Großgemeinden zusammen. Diese sind:
- Großgemeinde Shiqiao (石桥镇), Sitz der Kreisregierung;
- Großgemeinde Jingnan (京南镇);
- Großgemeinde Libu (梨埠镇);
- Großgemeinde Lingjiao (岭脚镇);
- Großgemeinde Liubu (六堡镇);
- Großgemeinde Mushuang (木双镇);
- Großgemeinde Shatou (沙头镇);
- Großgemeinde Shizhai (狮寨镇);
- Großgemeinde Wangfu (旺甫镇).